# Thenthiruperai
Thenthiruperai es una ciudad y nagar Panchayat situada en el distrito de Thoothukudi en el estado de Tamil Nadu (India). Su población es de 4934   habitantes (2011).

## Demografía
Según el censo de 2011 la población de Thenthiruperai era de 4934 habitantes, de los cuales 2425  eran hombres y 2509 eran mujeres. Thenthiruperai tiene una tasa media de alfabetización del 89,49%, superior a la media estatal del 80,09%: la alfabetización masculina es del 93,27%, y la alfabetización femenina del 85,83%.